# Micropolis (computerspel)
Micropolis is een stedenbouwsimulatiespel. Het wordt gebruikt in het project One Laptop Per Child, een Amerikaans initiatief waarbij goedkope laptops ontwikkeld worden voor kinderen in ontwikkelingslanden.

## Vrije software
De broncode van SimCity werd vrijgeven in januari 2008 onder een GPL 3-licentie en hernoemd naar Micropolis. De Micropolis-broncode is omgezet naar C++, geïntegreerd met Python en maakt gebruik van GTK+ en OpenLaszlo.

## Gameplay
In het spel moeten spelers een stad bouwen en deze onderhouden. Een speler moet in de stad drie gebieden toekennen: Residential (woonhuizen), Commercial (winkels), en Industrial (industrie). Voorzieningen en diensten zoals politie en brandweer moeten aanwezig zijn en ten slotte worden wegen aangelegd om alles te verbinden. Alle gebouwen in de stad moeten beschikken over voldoende elektriciteit. In de stad kunnen zich rampen zoals tornado's en aardbevingen voordoen.